# 根本進

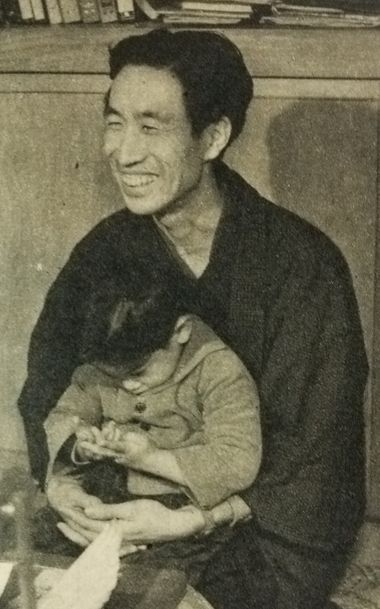
1953年

根本 進（ねもと すすむ、1916年（大正5年）1月1日 - 2002年（平成14年）1月7日）は日本の漫画家、絵本作家。東京出身。慶應義塾大学法学部予科中退。
北澤楽天に漫画を、川端龍子に日本画を学ぶ。戦後、セリフのないサイレント漫画を描き、1951年から朝日新聞で『クリちゃん』を連載、人気を得る。動物好きで、世界各地の動物園のルポや動物絵本でも知られる。1999年、『クリちゃんの動物園さんぽ』で日本漫画家協会賞選考委員特別賞。
2002年、死去。

## 著書

### クリちゃんシリーズ
- クリちゃん 第1-10 朝日新聞社 1952-56
- クリちゃんのアフリカ動物旅行 朝日新聞社 1967
- パチクリクリちゃん 交通道徳協会 1968
- クリちゃん（全4巻） さ・え・ら書房 1970-
  - クリちゃん オレンジの本
  - クリちゃん きいろの本
  - クリちゃん みどりの本
  - クリちゃん そらいろの本
- クリちゃんの動物園さんぽ  東京動物園協会, 1998.11

### その他
- まんが たのしい造形 美術出版社 1969
- まんがのかき方  明治書院, 1971 (作法叢書)